# Пиковский Ёган
Пиковский Ёган — река Александровского района Томской области России. Устье реки находится в 7 км по правому берегу Киевской протоки реки Обь. Длина реки — 150 км, площадь водосборного бассейна — 1450 км². Высота устья — 39,5 м над уровнем моря.

## Бассейн
- 21 км: Окунёвка
  - 11 км: Пехъюда
    - 2 км: Боровка
- 79 км: Пюга
- 81 км: Патынъёган
  - 2 км: Тугаёган
- 114 км: Тугаёган 2-й
- 122 км: Наньёган

## Данные водного реестра
По данным государственного водного реестра России, относится к Верхнеобскому бассейновому округу, водохозяйственный участок реки — Обь от впадения реки Васюган до впадения реки Вах, речной подбассейн реки — Васюган. Речной бассейн реки — (Верхняя) Обь до впадения Иртыша.